# Штейнман, Дэвид
Дэвид Штейнман (англ. David Steinman; 11 июня 1886, Теруэль, Арагон — 21 августа 1960, Нью-Йорк, Нью-Йорк) — американский инженер, преподаватель и  мостостроитель, спроектировавший за свою жизнь более 400 мостов.

## Биография
Дэвид Бернард Штейнман родился в Нью-Йорке в семье рабочих-иммигрантов. Свои ранние годы он, вместе с родителями, пятью старшими братьями и сестрой, провёл в бедной части Ист-Сайда, где был вынужден за бесценок продавать газеты для того, чтобы заработать себе на жизнь. Тогда же, в юном возрасте Штейнман, будучи поражённым, построенным за несколько лет до его рождения, Бруклинским мостом, загорелся желанием стать мостостроителем. Для воплощения своей мечты в реальность он стал первым и единственным ребёнком в семье, не отправившимся после школы работать на фабрику, а поступившим в высшее учебное заведение. После нескольких лет обучения в Городском колледже Нью-Йорка, он в 1906 году покинул его стены с дипломом об отличии и степенью бакалавра наук.
Сразу после этого он поступил в Колумбийский университет, где в процессе получения трёх высших образований, Штейнман защитил докторскую диссертацию под названием «Конструкция мемориального моста Генри Гудзона в виде стальной арки». После окончания обучения он стал преподавателем в Айдахском университете, откуда спустя небольшой промежуток времени вернулся в Нью-Йорк для того, чтобы стать ассистентом архитектора Густава Линденталя при строительстве моста Хелл-Гейт и . Закончив работу над этими проектами он вернулся к преподавательской деятельности, уже в своём альма-матер — Городском колледже Нью-Йорка, в качестве профессора кафедры гражданского строительства и машиностроения. Следующим объектом, в конструировании которого Штейнман принял участие, стал Мост Эрсилиу Луза, расположенный в бразильском Флорианополисе и ставший на тот момент самым большим мостом в Южной Америке. При строительстве этой переправы Штейнман также лишь ассистировал главному конструктору, коим был Холтон Робинсон, однако после завершения работ оба инженера изъявили желание продолжить сотрудничество и спустя время основали фирму «Robinson & Steinman».